# فيل رومانو
فيل رومانو (بالإنجليزية: Phil Romano)‏ هو صاحب مطعم أمريكي، ولد في 1939.